# Eletti al Senato della Repubblica nelle elezioni politiche italiane del 1968
Questo elenco riporta i nomi dei senatori della V legislatura della Repubblica Italiana eletti dopo le elezioni politiche del 1968 suddivisi per circoscrizione.
| Circoscrizione        | Lista                                            | Eletto                          | Collegio                             |
| --------------------- | ------------------------------------------------ | ------------------------------- | ------------------------------------ |
| Piemonte              | Democrazia Cristiana                             | Giuseppe Brusasca               | Acqui Terme - Novi Ligure            |
| Piemonte              | Democrazia Cristiana                             | Giovanni Boano                  | Asti                                 |
| Piemonte              | Democrazia Cristiana                             | Giovanni Giraudo                | Cuneo - Saluzzo                      |
| Piemonte              | Democrazia Cristiana                             | Osvaldo Cagnasso                | Alba                                 |
| Piemonte              | Democrazia Cristiana                             | Giuseppe Pella                  | Mondovì                              |
| Piemonte              | Democrazia Cristiana                             | Lucio Benaglia                  | Novara                               |
| Piemonte              | Democrazia Cristiana                             | Carlo Torelli                   | Verbano-Cusio-Ossola                 |
| Piemonte              | Democrazia Cristiana                             | Renzo Forma                     | Ivrea                                |
| Piemonte              | Democrazia Cristiana                             | Dionigi Coppo                   | Pinerolo                             |
| Piemonte              | Democrazia Cristiana                             | Ermenegildo Bertola             | Vercelli                             |
| Piemonte              | PCI - PSIUP                                      | Franco Antonicelli              | Alessandria - Tortona                |
| Piemonte              | PCI - PSIUP                                      | Carlo Galante Garrone           | Casale Monferrato - Chivasso         |
| Piemonte              | PCI - PSIUP                                      | Giuseppe Vignolo                | Acqui Terme - Novi Ligure            |
| Piemonte              | PCI - PSIUP                                      | Tullio Benedetti                | Susa                                 |
| Piemonte              | PCI - PSIUP                                      | Andrea Filippa                  | Torino Dora Oltre Stura Collina      |
| Piemonte              | PCI - PSIUP                                      | Francesco Moranino              | Vercelli                             |
| Piemonte              | PCI - PSIUP                                      | Pietro Secchia                  | Biella                               |
| Piemonte              | PSI-PSDI Unificati                               | Luigi Buzio                     | Acqui Terme - Novi Ligure            |
| Piemonte              | PSI-PSDI Unificati                               | Alberto Cipellini               | Cuneo - Saluzzo                      |
| Piemonte              | PSI-PSDI Unificati                               | Alessandro Bermani              | Novara                               |
| Piemonte              | PSI-PSDI Unificati                               | Francesco Albertini             | Verbano-Cusio-Ossola                 |
| Piemonte              | Partito Liberale Italiano                        | Giuseppe Balbo                  | Mondovì                              |
| Piemonte              | Partito Liberale Italiano                        | Giacomo Bosso                   | Torino Centro                        |
| Piemonte              | Partito Liberale Italiano                        | Perpetuo Bruno Massobrio        | Torino Fiat Aeritalia-Ferriere       |
| Lombardia             | Democrazia Cristiana                             | Giovanni Zonca                  | Bergamo                              |
| Lombardia             | Democrazia Cristiana                             | Giuseppe Belotti                | Clusone                              |
| Lombardia             | Democrazia Cristiana                             | Aurelio Colleoni                | Treviglio                            |
| Lombardia             | Democrazia Cristiana                             | Giacomo Samuele Mazzoli         | Breno                                |
| Lombardia             | Democrazia Cristiana                             | Annibale Fada                   | Brescia                              |
| Lombardia             | Democrazia Cristiana                             | Faustino Zugno                  | Chiari                               |
| Lombardia             | Democrazia Cristiana                             | Fabiano De Zan                  | Salò                                 |
| Lombardia             | Democrazia Cristiana                             | Pasquale Valsecchi              | Como                                 |
| Lombardia             | Democrazia Cristiana                             | Tommaso Morlino                 | Lecco                                |
| Lombardia             | Democrazia Cristiana                             | Mario Martinelli                | Cantù                                |
| Lombardia             | Democrazia Cristiana                             | Giovanni Lombardi               | Cremona                              |
| Lombardia             | Democrazia Cristiana                             | Ennio Zelioli Lanzini           | Crema                                |
| Lombardia             | Democrazia Cristiana                             | Luigi Noè                       | Abbiategrasso                        |
| Lombardia             | Democrazia Cristiana                             | Mario Dosi                      | Rho                                  |
| Lombardia             | Democrazia Cristiana                             | Vittorio Pozzar                 | Monza                                |
| Lombardia             | Democrazia Cristiana                             | Giovanni Marcora                | Vimercate                            |
| Lombardia             | Democrazia Cristiana                             | Camillo Ripamonti               | Lodi                                 |
| Lombardia             | Democrazia Cristiana                             | Athos Valsecchi                 | Sondrio                              |
| Lombardia             | Democrazia Cristiana                             | Pio Alessandrini                | Varese                               |
| Lombardia             | Democrazia Cristiana                             | Natale Santero                  | Busto Arsizio                        |
| Lombardia             | PCI- PSIUP                                       | Dolores Abbiati Greco Casotti   | Brescia                              |
| Lombardia             | PCI- PSIUP                                       | Arnaldo Bera                    | Cremona                              |
| Lombardia             | PCI- PSIUP                                       | Tullia Romagnoli Carettoni      | Mantova                              |
| Lombardia             | PCI- PSIUP                                       | Teodosio Aimoni                 | Ostiglia                             |
| Lombardia             | PCI- PSIUP                                       | Mario Venanzi                   | Milano V                             |
| Lombardia             | PCI- PSIUP                                       | Ada Valeria Ruhl Bonazzola      | Abbiategrasso                        |
| Lombardia             | PCI- PSIUP                                       | Gian Mario Albani               | Rho                                  |
| Lombardia             | PCI- PSIUP                                       | Gianfranco Maris                | Vimercate                            |
| Lombardia             | PCI- PSIUP                                       | Giovanni Brambilla              | Lodi                                 |
| Lombardia             | PCI- PSIUP                                       | Giorgio Piero Piovano           | Voghera                              |
| Lombardia             | PCI- PSIUP                                       | Francesco Soliano               | Vigevano                             |
| Lombardia             | PCI- PSIUP                                       | Vittorio Naldini                | Pavia                                |
| Lombardia             | PSI-PSDI Unificati                               | Gastone Darè                    | Ostiglia                             |
| Lombardia             | PSI-PSDI Unificati                               | Italo Viglianesi                | Milano III                           |
| Lombardia             | PSI-PSDI Unificati                               | Alessandro Morino               | Milano IV                            |
| Lombardia             | PSI-PSDI Unificati                               | Piero Caleffi                   | Milano V                             |
| Lombardia             | PSI-PSDI Unificati                               | Arialdo Banfi                   | Milano VI                            |
| Lombardia             | PSI-PSDI Unificati                               | Edoardo Catellani               | Sondrio                              |
| Lombardia             | PSI-PSDI Unificati                               | Paolo Cavezzali                 | Varese                               |
| Lombardia             | PSI-PSDI Unificati                               | Michele Zuccalà                 | Busto Arsizio                        |
| Lombardia             | Partito Liberale Italiano                        | Giorgio Bergamasco              | Milano I                             |
| Lombardia             | Partito Liberale Italiano                        | Francantonio Biaggi             | Milano II                            |
| Lombardia             | Partito Liberale Italiano                        | Arturo Robba                    | Milano III                           |
| Lombardia             | Partito Liberale Italiano                        | Vincenzo Palumbo                | Milano IV                            |
| Lombardia             | Movimento Sociale Italiano                       | Gastone Nencioni                | Milano II                            |
| Trentino-Alto Adige   | Democrazia Cristiana                             | Paolo Berlanda                  | Trento                               |
| Trentino-Alto Adige   | Democrazia Cristiana                             | Giovanni Spagnolli              | Rovereto                             |
| Trentino-Alto Adige   | Democrazia Cristiana                             | Remo Segnana                    | Pergine Valsugana                    |
| Trentino-Alto Adige   | Democrazia Cristiana                             | Luigi Dalvit                    | Mezzolombardo                        |
| Trentino-Alto Adige   | Südtiroler Volkspartei                           | Peter Brugger                   | Bolzano                              |
| Trentino-Alto Adige   | Südtiroler Volkspartei                           | Friedrich Volgger               | Bressanone                           |
| Trentino-Alto Adige   | PSI-PSDI Unificati                               | Orlando Lucchi                  | Trento                               |
| Veneto                | Democrazia Cristiana                             | Giuseppe Bettiol                | Padova                               |
| Veneto                | Democrazia Cristiana                             | Fernando De Marzi               | Este                                 |
| Veneto                | Democrazia Cristiana                             | Luigi Carraro                   | Cittadella                           |
| Veneto                | Democrazia Cristiana                             | Giuseppe Caron                  | Treviso                              |
| Veneto                | Democrazia Cristiana                             | Antonio Mazzarolli              | Vittorio Veneto - Montebelluna       |
| Veneto                | Democrazia Cristiana                             | Maria Pia Dal Canton            | Conegliano Veneto - Oderzo           |
| Veneto                | Democrazia Cristiana                             | Eugenio Gatto                   | Mirano                               |
| Veneto                | Democrazia Cristiana                             | Luciano Dal Falco               | Verona I                             |
| Veneto                | Democrazia Cristiana                             | Giuseppe Trabucchi              | Verona Collina                       |
| Veneto                | Democrazia Cristiana                             | Dino Limoni                     | Verona Pianura                       |
| Veneto                | Democrazia Cristiana                             | Renato Treu                     | Vicenza                              |
| Veneto                | Democrazia Cristiana                             | Giorgio Oliva                   | Schio                                |
| Veneto                | Democrazia Cristiana                             | Onorio Cengarle                 | Bassano del Grappa                   |
| Veneto                | PCI- PSIUP                                       | Emilio Pegoraro                 | Este                                 |
| Veneto                | PCI- PSIUP                                       | Giuseppe Di Prisco              | Rovigo                               |
| Veneto                | PCI- PSIUP                                       | Emilio Bonatti                  | Adria                                |
| Veneto                | PCI- PSIUP                                       | Giovanni Battista Gianquinto    | Venezia                              |
| Veneto                | PCI- PSIUP                                       | Mauro Scoccimarro               | Chioggia                             |
| Veneto                | PSI-PSDI Unificati                               | Giusto Tolloy                   | Belluno                              |
| Veneto                | PSI-PSDI Unificati                               | Walter Garavelli                | Conegliano Veneto - Oderzo           |
| Veneto                | PSI-PSDI Unificati                               | Luigi Ferroni                   | Chioggia                             |
| Veneto                | PSI-PSDI Unificati                               | Dino Dindo                      | Verona I                             |
| Veneto                | Partito Liberale Italiano                        | Augusto Premoli                 | Venezia                              |
| Friuli-Venezia Giulia | Democrazia Cristiana                             | Guglielmo Pelizzo               | Cividale del Friuli                  |
| Friuli-Venezia Giulia | Democrazia Cristiana                             | Gustavo Montini                 | Pordenone                            |
| Friuli-Venezia Giulia | Democrazia Cristiana                             | Luigi Burtulo                   | Tolmezzo                             |
| Friuli-Venezia Giulia | Democrazia Cristiana                             | Tiziano Tessitori               | Udine                                |
| Friuli-Venezia Giulia | PCI- PSIUP                                       | Adelio Albarello                | Gorizia                              |
| Friuli-Venezia Giulia | PCI- PSIUP                                       | Paolo Sema                      | Trieste II                           |
| Friuli-Venezia Giulia | PSI-PSDI Unificati                               | Attilio Zannier                 | Tolmezzo                             |
| Liguria               | PCI- PSIUP                                       | Gelasio Adamoli                 | Genova I                             |
| Liguria               | PCI- PSIUP                                       | Angiola Minella Molinari        | Genova II                            |
| Liguria               | PCI- PSIUP                                       | Carlo Cavalli                   | Genova III                           |
| Liguria               | PCI- PSIUP                                       | Flavio Luigi Bertone            | La Spezia                            |
| Liguria               | Democrazia Cristiana                             | Raoul Zaccari                   | Imperia                              |
| Liguria               | Democrazia Cristiana                             | Franco Varaldo                  | Savona                               |
| Liguria               | Democrazia Cristiana                             | Giorgio Bo                      | Chiavari                             |
| Liguria               | Democrazia Cristiana                             | Giorgio Morandi                 | La Spezia                            |
| Liguria               | PSI-PSDI Unificati                               | Francesco Fossa                 | Genova I                             |
| Liguria               | PSI-PSDI Unificati                               | Domenico Macaggi                | Genova III                           |
| Liguria               | Partito Liberale Italiano                        | Francesco Perri                 | Genova IV                            |
| Emilia-Romagna        | PCI- PSIUP                                       | Paolo Fortunati                 | Bologna II                           |
| Emilia-Romagna        | PCI- PSIUP                                       | Luigi Orlandi                   | Bologna III - Imola                  |
| Emilia-Romagna        | PCI- PSIUP                                       | Ismer Piva                      | Ferrara                              |
| Emilia-Romagna        | PCI- PSIUP                                       | Mario Li Vigni                  | Rimini                               |
| Emilia-Romagna        | PCI- PSIUP                                       | Ariella Farneti                 | Cesena                               |
| Emilia-Romagna        | PCI- PSIUP                                       | Delio Bonazzi                   | Forlì - Faenza                       |
| Emilia-Romagna        | PCI- PSIUP                                       | Arturo Raffaello Colombi        | Modena                               |
| Emilia-Romagna        | PCI- PSIUP                                       | Luigi Borsari                   | Carpi                                |
| Emilia-Romagna        | PCI- PSIUP                                       | Giacomo Ferrari                 | Parma                                |
| Emilia-Romagna        | PCI- PSIUP                                       | Agide Samaritani                | Ravenna                              |
| Emilia-Romagna        | PCI- PSIUP                                       | Remo Salati                     | Reggio Emilia                        |
| Emilia-Romagna        | PCI- PSIUP                                       | Nello Lusoli                    | Castelnovo ne' Monti - Sassuolo      |
| Emilia-Romagna        | Democrazia Cristiana                             | Gino Zannini                    | Rimini                               |
| Emilia-Romagna        | Democrazia Cristiana                             | Guglielmo Donati                | Forlì - Faenza                       |
| Emilia-Romagna        | Democrazia Cristiana                             | Mario Baldini                   | Modena                               |
| Emilia-Romagna        | Democrazia Cristiana                             | Cataldo Cassano                 | Borgotaro - Salsomaggiore            |
| Emilia-Romagna        | Democrazia Cristiana                             | Alberto Spigaroli               | Fiorenzuola d'Arda - Fidenza         |
| Emilia-Romagna        | Democrazia Cristiana                             | Giuseppe Medici                 | Castelnovo ne' Monti - Sassuolo      |
| Emilia-Romagna        | PSI-PSDI Unificati                               | Giuseppe Tortora                | Ferrara                              |
| Emilia-Romagna        | PSI-PSDI Unificati                               | Franco Tedeschi                 | Portomaggiore                        |
| Emilia-Romagna        | PSI-PSDI Unificati                               | Angelo Tansini                  | Piacenza                             |
| Emilia-Romagna        | Partito Liberale Italiano                        | Enzo Veronesi                   | Bologna I                            |
| Toscana               | PCI- PSIUP                                       | Giglia Tedesco Tatò             | Arezzo                               |
| Toscana               | PCI- PSIUP                                       | Franco Del Pace                 | Montevarchi                          |
| Toscana               | PCI- PSIUP                                       | Umberto Terracini               | Firenze II                           |
| Toscana               | PCI- PSIUP                                       | Vasco Palazzeschi               | Firenze III                          |
| Toscana               | PCI- PSIUP                                       | Mario Fabiani                   | Prato                                |
| Toscana               | PCI- PSIUP                                       | Torquato Fusi                   | Grosseto                             |
| Toscana               | PCI- PSIUP                                       | Antonino Maccarrone             | Livorno                              |
| Toscana               | PCI- PSIUP                                       | Alessandro Menchinelli          | Volterra                             |
| Toscana               | PCI- PSIUP                                       | Franco Calamandrei              | Pistoia                              |
| Toscana               | PCI- PSIUP                                       | Fazio Fabbrini                  | Siena                                |
| Toscana               | Democrazia Cristiana                             | Amintore Fanfani                | Arezzo                               |
| Toscana               | Democrazia Cristiana                             | Giuseppe Bartolomei             | Montevarchi                          |
| Toscana               | Democrazia Cristiana                             | Pier Francesco Bargellini       | Firenze I                            |
| Toscana               | Democrazia Cristiana                             | Guido Bisori                    | Prato                                |
| Toscana               | Democrazia Cristiana                             | Cesare Angelini                 | Lucca                                |
| Toscana               | Democrazia Cristiana                             | Giuseppe Togni                  | Viareggio                            |
| Toscana               | Democrazia Cristiana                             | Alberto Del Nero                | Massa-Carrara                        |
| Toscana               | PSI-PSDI Unificati                               | Giulio Maier                    | Firenze I                            |
| Toscana               | PSI-PSDI Unificati                               | Tristano Codignola              | Firenze III                          |
| Toscana               | PSI-PSDI Unificati                               | Giovanni Pieraccini             | Viareggio                            |
| Umbria                | PCI- PSIUP                                       | Dario Valori                    | Perugia II                           |
| Umbria                | PCI- PSIUP                                       | Silvio Antonini                 | Città di Castello                    |
| Umbria                | PCI- PSIUP                                       | Raffaele Rossi                  | Terni                                |
| Umbria                | PCI- PSIUP                                       | Luigi Silvestro Anderlini       | Orvieto                              |
| Umbria                | Democrazia Cristiana                             | Giuseppe Salari                 | Foligno - Spoleto                    |
| Umbria                | Democrazia Cristiana                             | Romolo Tiberi                   | Orvieto                              |
| Umbria                | PSI-PSDI Unificati                               | Aldo Pauselli                   | Terni                                |
| Marche                | Democrazia Cristiana                             | Aristide Merloni                | Jesi - Senigallia                    |
| Marche                | Democrazia Cristiana                             | Giovanni Venturi                | Urbino                               |
| Marche                | Democrazia Cristiana                             | Elio Ballesi                    | Macerata                             |
| Marche                | Democrazia Cristiana                             | Alfredo Scipioni                | Ascoli Piceno                        |
| Marche                | PCI- PSIUP                                       | Eolo Fabretti                   | Jesi - Senigallia                    |
| Marche                | PCI- PSIUP                                       | Evio Tomasucci                  | Pesaro - Fano                        |
| Marche                | PCI- PSIUP                                       | Attilio Manenti                 | Urbino                               |
| Marche                | PSI-PSDI Unificati                               | Giacomo Brodolini               | Ancona                               |
| Lazio                 | Democrazia Cristiana                             | Emanuele Lisi                   | Frosinone                            |
| Lazio                 | Democrazia Cristiana                             | Ignazio Vincenzo Senese         | Sora - Cassino                       |
| Lazio                 | Democrazia Cristiana                             | Emilio Battista                 | Latina                               |
| Lazio                 | Democrazia Cristiana                             | Marzio Bernardinetti            | Rieti                                |
| Lazio                 | Democrazia Cristiana                             | Franca Falcucci                 | Roma VIII                            |
| Lazio                 | Democrazia Cristiana                             | Pietro Micara                   | Velletri                             |
| Lazio                 | Democrazia Cristiana                             | Alberto Folchi                  | Tivoli                               |
| Lazio                 | Democrazia Cristiana                             | Ugo Angelilli                   | Civitavecchia                        |
| Lazio                 | Democrazia Cristiana                             | N.Narduzzi                      | Viterbo                              |
| Lazio                 | PCI- PSIUP                                       | Angelo Compagnoni               | Frosinone                            |
| Lazio                 | PCI- PSIUP                                       | Angelo Tomassini                | Roma III                             |
| Lazio                 | PCI- PSIUP                                       | Edoardo Romano Perna            | Roma IV                              |
| Lazio                 | PCI- PSIUP                                       | Italo Maderchi                  | Roma VI                              |
| Lazio                 | PCI- PSIUP                                       | Carlo Levi                      | Velletri                             |
| Lazio                 | PCI- PSIUP                                       | Mario Mammuccari                | Tivoli                               |
| Lazio                 | PCI- PSIUP                                       | Maria Lisa Cinciari Rodano      | Civitavecchia                        |
| Lazio                 | PCI- PSIUP                                       | Adriano Ossicini                | Viterbo                              |
| Lazio                 | PSI-PSDI Unificati                               | Dante Schietroma                | Frosinone                            |
| Lazio                 | PSI-PSDI Unificati                               | Giacinto Minnocci               | Sora - Cassino                       |
| Lazio                 | PSI-PSDI Unificati                               | Giorgio Fenoaltea               | Rieti                                |
| Lazio                 | Movimento Sociale Italiano                       | Augusto De Marsanich            | Roma II                              |
| Lazio                 | Movimento Sociale Italiano                       | Francesco Turchi                | Roma V                               |
| Lazio                 | Partito Liberale Italiano                        | Umberto Bonaldi                 | Roma I                               |
| Lazio                 | Partito Liberale Italiano                        | Ugo D'Andrea                    | Roma III                             |
| Abruzzo               | Democrazia Cristiana                             | Angelo De Luca                  | Chieti                               |
| Abruzzo               | Democrazia Cristiana                             | Giuseppe Spataro                | Lanciano - Vasto                     |
| Abruzzo               | Democrazia Cristiana                             | Achille Accili                  | L'Aquila - Sulmona                   |
| Abruzzo               | Democrazia Cristiana                             | Vincenzo Bellisario             | Avezzano                             |
| Abruzzo               | PCI- PSIUP                                       | Francesco Paolo D'Angelosante   | Pescara                              |
| Abruzzo               | PCI- PSIUP                                       | Gaetano Illuminati              | Teramo                               |
| Abruzzo               | PSI-PSDI Unificati                               | Michele Celidonio               | L'Aquila - Sulmona                   |
| Molise                | Democrazia Cristiana                             | Remo Sammartino                 | Campobasso - Isernia                 |
| Molise                | Democrazia Cristiana                             | Girolamo La Penna               | Larino                               |
| Campania              | Democrazia Cristiana                             | Salverino De Vito               | Sant'Angelo dei Lombardi             |
| Campania              | Democrazia Cristiana                             | Alfonso Tanga                   | Benevento - Ariano Irpino            |
| Campania              | Democrazia Cristiana                             | Cristoforo Ricci                | Cerreto Sannita                      |
| Campania              | Democrazia Cristiana                             | Pietro Lombari                  | Caserta                              |
| Campania              | Democrazia Cristiana                             | Mattia Coppola                  | Santa Maria Capua Vetere - Aversa    |
| Campania              | Democrazia Cristiana                             | Giacinto Bosco                  | Piedimonte Matese - Sessa Aurunca    |
| Campania              | Democrazia Cristiana                             | Silvio Gava                     | Castellammare di Stabia              |
| Campania              | Democrazia Cristiana                             | Salvatore Piccolo               | Nola                                 |
| Campania              | Democrazia Cristiana                             | Pietro Colella                  | Nocera Inferiore                     |
| Campania              | Democrazia Cristiana                             | Vincenzo Indelli                | Eboli                                |
| Campania              | Democrazia Cristiana                             | Alfonso Tesauro                 | Sala Consilina - Vallo della Lucania |
| Campania              | PCI- PSIUP                                       | Francesco Lugnano               | Santa Maria Capua Vetere - Aversa    |
| Campania              | PCI- PSIUP                                       | Gaspare Papa                    | Napoli I                             |
| Campania              | PCI- PSIUP                                       | Carlo Fermariello               | Napoli IV                            |
| Campania              | PCI- PSIUP                                       | Giovanni Bertoli                | Napoli V                             |
| Campania              | PCI- PSIUP                                       | Gerardo Chiaromonte             | Napoli VI                            |
| Campania              | PCI- PSIUP                                       | Costantino Preziosi             | Afragola                             |
| Campania              | PCI- PSIUP                                       | Angelo Abenante                 | Torre del Greco                      |
| Campania              | PCI- PSIUP                                       | Riccardo Romano                 | Salerno                              |
| Campania              | PSI-PSDI Unificati                               | Francesco Iannelli              | Avellino                             |
| Campania              | PSI-PSDI Unificati                               | Manlio Rossi Doria              | Sant'Angelo dei Lombardi             |
| Campania              | PSI-PSDI Unificati                               | Mario Vignola                   | Eboli                                |
| Campania              | PSI-PSDI Unificati                               | Raffaele Iannuzzi               | Sala Consilina - Vallo della Lucania |
| Campania              | Movimento Sociale Italiano                       | Enea Franza                     | Benevento - Ariano Irpino            |
| Campania              | Movimento Sociale Italiano                       | Fernando Tanucci Nannini        | Napoli II                            |
| Campania              | Partito Democratico Italiano di Unità Monarchica | Gaetano Fiorentino              | Napoli III                           |
| Campania              | Partito Democratico Italiano di Unità Monarchica | Achille Lauro                   | Napoli IV                            |
| Campania              | Partito Liberale Italiano                        | Alfonso Chiariello              | Napoli III                           |
| Campania              | Partito Repubblicano Italiano                    | Biagio Pinto                    | Sala Consilina - Vallo della Lucania |
| Puglia                | Democrazia Cristiana                             | Onofrio Jannuzzi                | Molfetta                             |
| Puglia                | Democrazia Cristiana                             | Vito Rosa                       | Bitonto                              |
| Puglia                | Democrazia Cristiana                             | Giacinto Genco                  | Altamura                             |
| Puglia                | Democrazia Cristiana                             | Luigi Russo                     | Monopoli                             |
| Puglia                | Democrazia Cristiana                             | Vitantonio Perrino              | Brindisi                             |
| Puglia                | Democrazia Cristiana                             | Mario Follieri                  | Lucera                               |
| Puglia                | Democrazia Cristiana                             | Giulio Orlando                  | Martina Franca                       |
| Puglia                | Democrazia Cristiana                             | Martino Caroli                  | Gallipoli - Galatina                 |
| Puglia                | Democrazia Cristiana                             | Francesco Ferrari               | Tricase                              |
| Puglia                | PCI- PSIUP                                       | Angelo Custode Masciale         | Barletta - Trani                     |
| Puglia                | PCI- PSIUP                                       | Francesco Stefanelli            | Altamura                             |
| Puglia                | PCI- PSIUP                                       | Balda Di Vittorio               | Lucera                               |
| Puglia                | PCI- PSIUP                                       | Michele Magno                   | Cerignola                            |
| Puglia                | PCI- PSIUP                                       | Nicola De Falco                 | Taranto                              |
| Puglia                | PCI- PSIUP                                       | Sebastiano Carucci              | Martina Franca                       |
| Puglia                | PSI-PSDI Unificati                               | Rino Formica                    | Bari                                 |
| Puglia                | PSI-PSDI Unificati                               | Tommaso Avezzano Comes          | Monopoli                             |
| Puglia                | PSI-PSDI Unificati                               | Salvatore De Matteis            | Tricase                              |
| Puglia                | Movimento Sociale Italiano                       | Araldo di Crollalanza           | Bari                                 |
| Puglia                | Movimento Sociale Italiano                       | Domenico Latanza                | Taranto                              |
| Puglia                | Partito Liberale Italiano                        | Mario Finizzi                   | Gallipoli - Galatina                 |
| Basilicata            | Democrazia Cristiana                             | Domenico Schiavone              | Tricarico                            |
| Basilicata            | Democrazia Cristiana                             | Vito Vincenzo Verrastro         | Potenza                              |
| Basilicata            | Democrazia Cristiana                             | Decio Scardaccione              | Corleto Perticara                    |
| Basilicata            | Democrazia Cristiana                             | Bonaventura Picardi             | Lagonegro                            |
| Basilicata            | PCI- PSIUP                                       | Michele Guanti                  | Matera                               |
| Basilicata            | PCI- PSIUP                                       | Ignazio Petrone                 | Melfi                                |
| Basilicata            | PSI-PSDI Unificati                               | Francescantonio Bardi           | Lagonegro                            |
| Calabria              | Democrazia Cristiana                             | Tommaso Spasari                 | Catanzaro                            |
| Calabria              | Democrazia Cristiana                             | Antonino Murmura                | Vibo Valentia                        |
| Calabria              | Democrazia Cristiana                             | Fausto Bisantis                 | Nicastro                             |
| Calabria              | Democrazia Cristiana                             | Gennaro Cassiani                | Castrovillari - Paola                |
| Calabria              | Democrazia Cristiana                             | Francesco Smurra                | Rossano                              |
| Calabria              | PCI- PSIUP                                       | Luigi Tropeano                  | Catanzaro                            |
| Calabria              | PCI- PSIUP                                       | Pasquale Poerio                 | Crotone                              |
| Calabria              | PCI- PSIUP                                       | Emilio Maria Giuseppe Argiroffi | Palmi                                |
| Calabria              | PCI- PSIUP                                       | Antonio Pellicanò               | Reggio Calabria                      |
| Calabria              | PSI-PSDI Unificati                               | Gaetano Mancini                 | Cosenza                              |
| Calabria              | PSI-PSDI Unificati                               | Luigi Bloise                    | Rossano                              |
| Calabria              | Movimento Sociale Italiano                       | Carmelo Dinaro                  | Palmi                                |
| Sicilia               | Democrazia Cristiana                             | Mario Scelba                    | Acireale                             |
| Sicilia               | Democrazia Cristiana                             | Barbaro Lo Giudice              | Catania II                           |
| Sicilia               | Democrazia Cristiana                             | Gioacchino Attaguile            | Caltagirone                          |
| Sicilia               | Democrazia Cristiana                             | Oscar Andò                      | Enna                                 |
| Sicilia               | Democrazia Cristiana                             | Heros Cuzari                    | Barcellona Pozzo di Gotto            |
| Sicilia               | Democrazia Cristiana                             | Arcangelo Florena               | Patti                                |
| Sicilia               | Democrazia Cristiana                             | Domenico Arcudi                 | Partinico - Monreale                 |
| Sicilia               | Democrazia Cristiana                             | Giuseppe Cerami                 | Palermo II                           |
| Sicilia               | Democrazia Cristiana                             | Antonio Pecoraro                | Corleone - Bagheria                  |
| Sicilia               | Democrazia Cristiana                             | Giuseppe La Rosa                | Ragusa                               |
| Sicilia               | Democrazia Cristiana                             | Graziano Verzotto               | Noto                                 |
| Sicilia               | PCI- PSIUP                                       | Francesco Renda                 | Agrigento                            |
| Sicilia               | PCI- PSIUP                                       | Nicolò Rosario Cipolla          | Sciacca                              |
| Sicilia               | PCI- PSIUP                                       | Girolamo Li Causi               | Piazza Armerina                      |
| Sicilia               | PCI- PSIUP                                       | Pietro Maccarrone               | Catania II                           |
| Sicilia               | PCI- PSIUP                                       | Sergio Marullo di Condojanni    | Caltagirone                          |
| Sicilia               | PCI- PSIUP                                       | Simone Gatto                    | Enna                                 |
| Sicilia               | PCI- PSIUP                                       | Vito Raia                       | Ragusa                               |
| Sicilia               | PCI- PSIUP                                       | Paolo Bufalini                  | Siracusa                             |
| Sicilia               | PCI- PSIUP                                       | Ludovico Corrao                 | Alcamo                               |
| Sicilia               | PSI-PSDI Unificati                               | Domenico Segreto                | Sciacca                              |
| Sicilia               | PSI-PSDI Unificati                               | Luigi Arnone                    | Caltanissetta                        |
| Sicilia               | PSI-PSDI Unificati                               | Domenico Albanese               | Termini Imerese - Cefalù             |
| Sicilia               | Movimento Sociale Italiano                       | Luigi Picardo                   | Caltanissetta                        |
| Sicilia               | Movimento Sociale Italiano                       | Cristoforo Filetti              | Acireale                             |
| Sicilia               | Movimento Sociale Italiano                       | Luigi Grimaldi                  | Enna                                 |
| Sicilia               | Partito Liberale Italiano                        | Francesco Arena                 | Messina                              |
| Sicilia               | Partito Liberale Italiano                        | Stefano Germanò                 | Barcellona Pozzo di Gotto            |
| Sicilia               | Partito Repubblicano Italiano                    | Michele Cifarelli               | Trapani                              |
| Sardegna              | Democrazia Cristiana                             | Efisio Corrias                  | Cagliari                             |
| Sardegna              | Democrazia Cristiana                             | Alfredo Corrias                 | Oristano                             |
| Sardegna              | Democrazia Cristiana                             | Salvatore Mannironi             | Nuoro                                |
| Sardegna              | Democrazia Cristiana                             | Francesco Deriu                 | Sassari                              |
| Sardegna              | Democrazia Cristiana                             | Pietro Pala                     | Tempio - Ozieri                      |
| Sardegna              | PCI- PSIUP                                       | Girolamo Sotgiu                 | Cagliari                             |
| Sardegna              | PCI- PSIUP                                       | Emilio Cuccu                    | Oristano                             |
| Sardegna              | PCI- PSIUP                                       | Luigi Pirastu                   | Iglesias                             |
| Sardegna              | PSI-PSDI Unificati                               | Antonio Castellaccio            | Sassari                              |
| Valle d'Aosta         | Democrazia Cristiana                             | Amato Berthet                   | Aosta                                |